# San Juan de los Cayos
San Juan de los Cayos – miasto w Wenezueli, w stanie Falcón.